# Spinolestes
Spinolestes is een geslacht van uitgestorven zoogdieren uit de familie Gobiconodontidae van de  Eutriconodonta. Dit dier leefde in het Vroeg-Krijt in Europa. Het geslacht omvat als enige soort S. xenarthrosus.

## Fossiele vondsten
In 2015 werd Spinolestes beschreven op basis van een zeer goed bewaard gebleven fossiel uit de Lagerstätte van Las Hoyas nabij het Spaanse Cuenca. In het Barremien, ongeveer 125 miljoen jaar geleden, was het gebied een subtropisch drasland. Las Hoyas is vooral bekend van diverse enantiornithe vogels zoals Iberomesornis. Daarnaast zijn fossielen gevonden van krokodillen en enkele soorten dinosauriërs, zoals Concavenator en Pelecanimimus.

## Uiterlijke kenmerken
Spinolestes was 24 cm lang met een geschat gewicht van vijftig tot zeventig gram. De kop was 36 mm lang. Het fossiel toont zowel het skelet als de weke delen, zoals de vacht, de huid, het in- en uitwendige oor, en inwendige organen zoals de lever, de longen en het middenrif. De vacht bestond uit dek- en wolhaar en Spinolestes had stekelharen die overeenkomen met die van de hedendaagse stekelmuizen. De vacht toont tekenen van dermatophytose, een schimmelinfectie. Spinolestes had benige huidplaatjes zoals tandarmen en in mindere mate de pantserspitsmuis. De wervelbouw vertoont ook overeenkomsten met de tandarmen. Spinolestes had brede, grote, muisachtige oren. Het middenoor was met de kaak verbonden middels een verbeend Meckel's kraakbeen, dat ook bekend is van de Chinese triconodonten Liaoconodon en Yanoconodon.

## Leefwijze
Spinolestes was een op de grond levend dier met enige aanpassingen om te graven, zoals sterke voorpoten met grote klauwen. Het was een insectivoor en mogelijk een gespecialiseerde formicivoor. Hiermee zou Spinolestes na Fruitafossor, bekend uit de Amerikaanse Morrison-formatie uit het Jura, het tweede bekende Mesozoïsche mierenetende zoogdier zijn.